# Dicranum cylindricum
Dicranum cylindricum là một loài rêu trong họ Dicranaceae. Loài này được Hedw. Sm. mô tả khoa học đầu tiên năm 1804.